# Yellowstonecaldera

Doorsnede van de Yellowstonecaldera

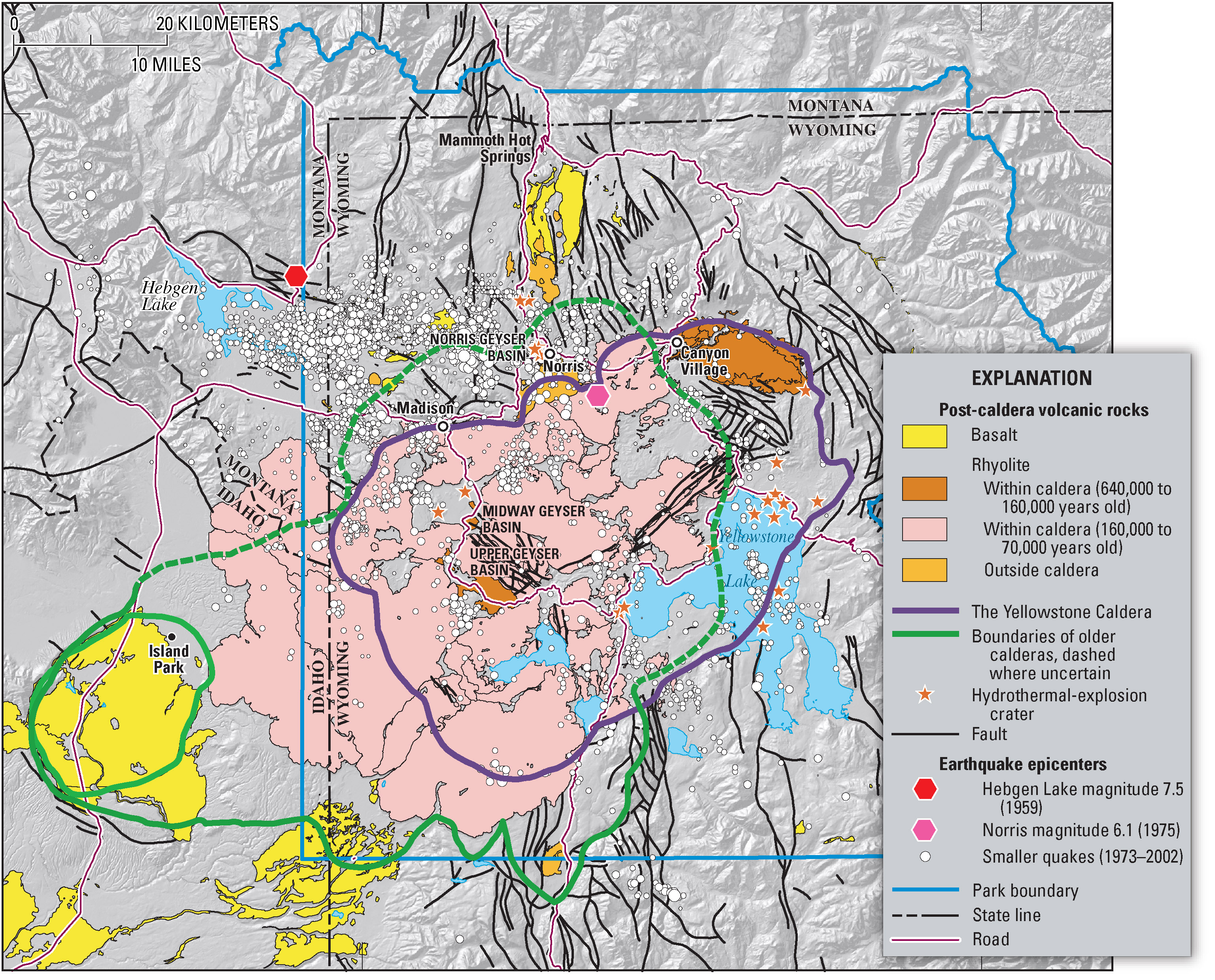
Drie overlappende Yellowstonecaldera's

De Yellowstonecaldera bevindt zich in het Nationaal park Yellowstone in de Verenigde Staten. Het is een onder de oppervlakte liggende complexe vulkaan die ongeveer om de 600.000 jaar volledig uitbarst (Vulkanische-explosiviteitsindex 8). De laatste eruptie was circa 640.000 jaar geleden. Als de supervulkaan uitbarst, zal er mogelijk een nieuwe ijstijd volgen als gevolg van de grote hoeveelheid stof die vrijkomt (meer dan 2500 km³).
Hoewel de potentiële apocalyptische gevolgen van een superuitbarsting tot de verbeelding spreken, kwamen seismologen in 2013 tot de volgende conclusie:

In tegenstelling tot sommige mediaverslagen is Yellowstone niet "over de datum" voor een superuitbarsting. Het is inderdaad goed mogelijk dat een dergelijke uitbarsting nooit meer zal voorkomen in de regio van Yellowstone. Wetenschappers geven toe dat kleinere uitbarstingen in de toekomst mogelijk zijn, maar de mogelijkheid van ENIGE soort van uitbarsting in Yellowstone blijft voor de komende 10 tot 100 jaar erg laag.

## Ontstaan
Over het ontstaan van de caldera twijfelen wetenschappers nog steeds. Sommige wetenschappers zeggen dat het ontstaan van deze caldera het gevolg is van een interactie tussen lokale condities in de lithosfeer en mantelconvectie, andere wetenschappers zeggen daarentegen dat een mantelpluim de oorzaak voor het ontstaan van de Yellowstonecaldera is. Een ander feit dat voor veel speculatie zorgt, is dat een ander groot gebied, de Columbia River Basalt group, ook rond die tijd moet zijn ontstaan.

## Aardbevingen
Er vinden verspreid over ieder jaar honderden miniaardbevingen plaats. Deze aardbevingen komen normaliter niet boven kracht 2 op de schaal van Richter uit, maar zo af en toe volgt er een sterkere aardbeving tot soms wel kracht 3,8 op de schaal van Richter. In 1959 is er een aardbeving gemeten met een kracht van 7,2 op de schaal van Richter, met een tiental doden als gevolg.

## Films, video's en documentaires
- Supervolcano, tweedelig BBC-docudrama over een hypothetische eruptie van de caldera.
- When Yellowstone Erupts, documentaire over hoe twee wetenschappers een eruptie proberen te voorspellen.
- End Day, 4de deel - Supervolcano - over de Yellowstonecaldera.
- 2012, halverwege de film explodeert de vulkaan waardoor heel Yellowstone wordt weggevaagd. De asregen bereikt later in de film Washington D.C.
- Megafault, Yellowstone lijkt bijna uit te barsten door een scheur, maar dat wordt uiteindelijk voorkomen.